# Mieunat

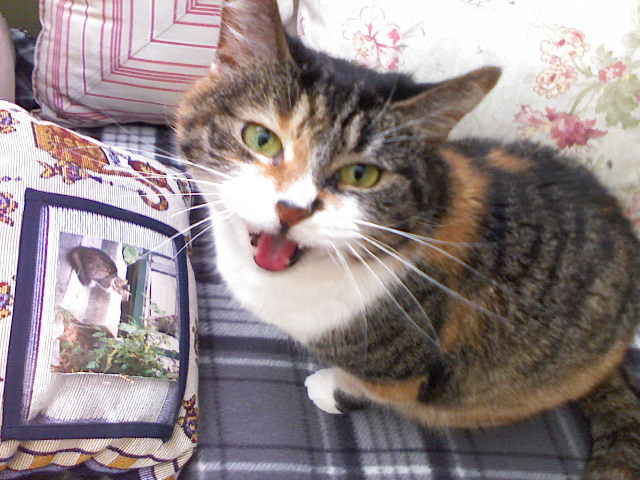
O pisică mieunând.

Un mieunat, scris, de asemenea, și miau, este vocalizarea cea mai familiară a pisicii. Un miau pot fi hotărât, jalnic, prietenos, curajos, dornic de atenție sau rugător. El poate fi chiar tăcut, în cazul în care pisica își deschide gura, dar nu vocalizează. Pisicile adulte rareori miaună una la alta, iar mieunarea pisicilor adulte la ființele umane este o extensie probabilă a mieunatului pisoiului.

## Ortografie
În limba engleză, prima utilizare a cuvântului „meow” a fost în 1842. Înainte de asta, cuvântul era scris „miaouw”, „miau” sau „meaw”.

### Diferențele lingvistice
Sunetul „miau” scos de pisici este scris diferit în diferite limbi vorbite pe glob, inclusiv:
| Scris               | Limbi |
| ------------------- | --- |
| meo-meo             | vietnameză |
| meong               | indoneziană |
| meow                | tamilă |
| miaou               | franceză |
| miau                | bielorusă, bulgară, croată, finlandeză, germană, maghiară, ido, interlingua, lituaniană, malaeziană, poloneză, portugheză, română, rusă, spaniolă și ucraineană |
| miauw               | neerlandeză |
| miao (喵)           | chineză, italiană |
| miyav               | turcă |
| miav                | daneză |
| mjau                | norvegiană și suedeză |
| mao (ম্যাঁও) /mˈæʊ/    | bengali |
| miaŭ                | esperanto |
| miyāʾūṉ (Format:Nq) | urdu |
| mjá                 | islandeză |
| mňau                | slovacă, cehă |
| ngeung              | kapampangan |
| njäu                | estonă |
| niau                | ucraineană |
| niaou (νιάου)       | greacă |
| nyā (ニャー)        | japoneză |
| ya-ong (야옹)       | coreeană |
| myau (מיאו)         | ebraică |
| myau (מיאַו)         | idiș |
| mjau (мјау)         | sârbă |

În unele limbi (precum chineza, în care sunetul este 貓, māo), vocalizarea a devenit numele animalului.